# Ainda Existem Crianças na Vila Kennedy
Grêmio Recreativo Cultural Escola de Samba Mirim Ainda Existem Crianças na Vila Kennedy (ou simplesmente Ainda Existem Crianças na Vila Kennedy) é uma escola de samba mirim da cidade do Rio de Janeiro. Está sediada na Travessa Nebraska, número 15, na Vila Kennedy, em Bangu. Foi fundada em 21 de abril de 1991. Participa do desfile oficial das escolas de samba mirins, realizado no Sambódromo da Marquês de Sapucaí.

## História
A escola foi fundada em 21 de abril de 1991.
Em seus desfiles, reeditou vários enredos da Portela. Em 2008, "Hoje tem marmelada!" (de 1980). Em 2009, "Incrível! Fantástico! Extraordinário!" (de 1979). Em 2011, "Das maravilhas do mar, fez-se o esplendor de uma noite" (de 1981). No ano seguinte, novamente reeditou um samba-enredo da Portela, desta vez, "Lapa em três tempos", de Ary do Cavaco, sendo a sexta escola a desfilar na Marquês de Sapucaí na sexta-feira (17/02/2012) de carnaval. Em 2013 reeditou o enredo de 1988 da Portela ("Na lenda carioca, os sonhos do vice-rei"). Em 2014 desfilou um enredo autoral sobre Brasília. Em 2015 fez um desfile sobre o carnaval. E em 2016, sobre as Olimpíadas.

## Segmentos

### Presidência
| Presidente     | Período     | Referências |
| -------------- | ----------- | ----------- |
| Dona Turquinha | 2000 - 2012 | [ 6 ]       |

### Intérprete
| Intérprete                             | Período     | Referências       |
| -------------------------------------- | ----------- | ----------------- |
| Gustavo Rocha                          | 2009 - 2012 | [ 7 ] [ 8 ] [ 9 ] |
| Rodrigo Tinoco                         | 2016        | [ 10 ]            |
| Rodrigo Tinoco e Vinícius Vila Kennedy | 2017        | [ 11 ]            |

### Comissão de frente
| Coreógrafo(a)           | Período | Referências |
| ----------------------- | ------- | ----------- |
| Claudia Vick            | 2009    | [ 7 ]       |
| Cláudia Vick e Adriando | 2011    | [ 8 ]       |

### Mestre-sala e Porta-bandeira
| Casais                                                                      | Período     | Referências |
| --------------------------------------------------------------------------- | ----------- | ----------- |
| João Felipe e Roberta Lopes (1.º Casal) Thaynara Accácio e Ruan (2.º Casal) | 2009        | [ 7 ]       |
| Thainara e Luiz                                                             | 2011 - 2012 | [ 8 ] [ 9 ] |

### Bateria
| Diretores de bateria             | Período     | Referências |
| -------------------------------- | ----------- | ----------- |
| Mestres Maguinho e Wagner Torres | 2009        | [ 7 ]       |
| Mestres Alan, Cláudio e Wagner   | 2011 - 2012 | [ 8 ] [ 9 ] |

| Rainha de bateria | Período     | Referências |
| ----------------- | ----------- | ----------- |
| Kiane             | 2009        | [ 7 ]       |
| Rayane Ribeiro    | 2014 - 2015 |             |

### Direção
| Diretores de carnaval           | Período | Referências |
| ------------------------------- | ------- | ----------- |
| Otacílio Acácio dos Santos      | 2008    | [ 12 ]      |
| Artur Accacio                   | 2009    | [ 7 ]       |
| Artur Accaio e Thaynara Accacio |         | [ 8 ] [ 9 ] |

| Diretores de harmonia                                 | Período     | Referências |
| ----------------------------------------------------- | ----------- | ----------- |
| Orlando Ferreira Junior ("Xará") e Elizabete ("Beta") | 2009 - 2012 | [ 7 ] [ 9 ] |
| Bruno                                                 | 2011 - 2012 | [ 8 ] [ 9 ] |

## Carnavais
| Ainda Existem Crianças na Vila Kennedy | Ainda Existem Crianças na Vila Kennedy | Ainda Existem Crianças na Vila Kennedy                                                           | Ainda Existem Crianças na Vila Kennedy                    | Ainda Existem Crianças na Vila Kennedy | Ainda Existem Crianças na Vila Kennedy |
| Ano                                    | Colocação                              | Enredo                                                                                           | Compositores do samba-enredo                              | Carnavalesco                           | Referência                             |
| -------------------------------------- | -------------------------------------- | ------------------------------------------------------------------------------------------------ | --------------------------------------------------------- | -------------------------------------- | -------------------------------------- |
| 2000                                   | Sem competição                         | "Do Navio Negreiro à Senzala"                                                                    |                                                           |                                        | [ 1 ]                                  |
| 2004                                   | Sem competição                         | "Todo menino é rei"                                                                              |                                                           |                                        | [ 1 ]                                  |
| 2008                                   | Sem competição                         | "Hoje tem marmelada!" (Reedição do enredo de 1980 da Portela)                                    | David Corrêa, Jorge Macedo e Norival Reis                 | Sylvio Cunha                           | [ 12 ] [ 1 ]                           |
| 2009                                   | Sem competição                         | "Incrível! Fantástico! Extraordinário!" (Reedição do enredo de 1979 da Portela)                  | David Corrêa, J. Rodrigues e Tião Nascimento              | Sylvio Cunha                           | [ 7 ] [ 13 ] [ 1 ]                     |
| 2010                                   | Sem competição                         | "Meu Brasil brasileiro"                                                                          |                                                           | Sylvio Cunha                           | [ 14 ] [ 15 ] [ 1 ]                    |
| 2011                                   | Sem classificação                      | "Das maravilhas do mar, fez-se o esplendor de uma noite" (Reedição do enredo de 1981 da Portela) | David Corrêa e Jorge Macedo                               | Sylvio Cunha                           | [ 8 ] [ 16 ] [ 1 ] [ 17 ]              |
| 2012                                   | Sem competição                         | "Lapa em três tempos" (Reedição do enredo de 1971 da Portela)                                    | Ary do Cavaco e Rubens Alves de Sousa                     | Sylvio Cunha                           | [ 9 ] [ 18 ] [ 1 ]                     |
| 2013                                   | Sem competição                         | "Na lenda carioca, os sonhos do vice-rei" (Reedição do enredo de 1988 da Portela)                | Carlinhos Madureira, Isaac, Luizinho, Mauro Silva e Neném | Sylvio Cunha                           | [ 19 ]                                 |
| 2014                                   | Sem competição                         | "Brasília, destino dos corações brasileiros na Copa do Mundo de 2014"                            | Américo C. Borges, Lúcio Mariano e Darcy Maravilha        |                                        | [ 20 ] [ 21 ] [ 22 ]                   |
| 2015                                   | Sem competição                         | "Do profano ao sagrado"                                                                          |                                                           |                                        | [ 23 ]                                 |
| 2016                                   | Sem competição                         | "De Zeus aos braços do Redentor, Olimpíada do Rio com amor"                                      | Lúcio Mariano e Américo da Costa Borges                   |                                        | [ 10 ]                                 |
| 2017                                   | Sem competição                         | "Turquinha é samba a rigor e fantasia"                                                           | Lúcio Mariano e Américo da Costa Borges                   | Gustavo Pessoa                         | [ 11 ]                                 |

## Premiações
| Ano  | Prêmio           | Categoria / premiados | Ref.          |
| ---- | ---------------- | --------------------- | ------------- |
| 2016 | Troféu Olhômetro | Harmonia              | [ 24 ] [ 25 ] |